# Hodgkins (cráter)
Hodgkins es un cráter de impacto de 19 km de diámetro del planeta Mercurio. Debe su nombre al pintor neozelandés Frances Hodgkins (1869-1947), y su nombre fue aprobado por la  Unión Astronómica Internacional en 2009.